# Aleksotas

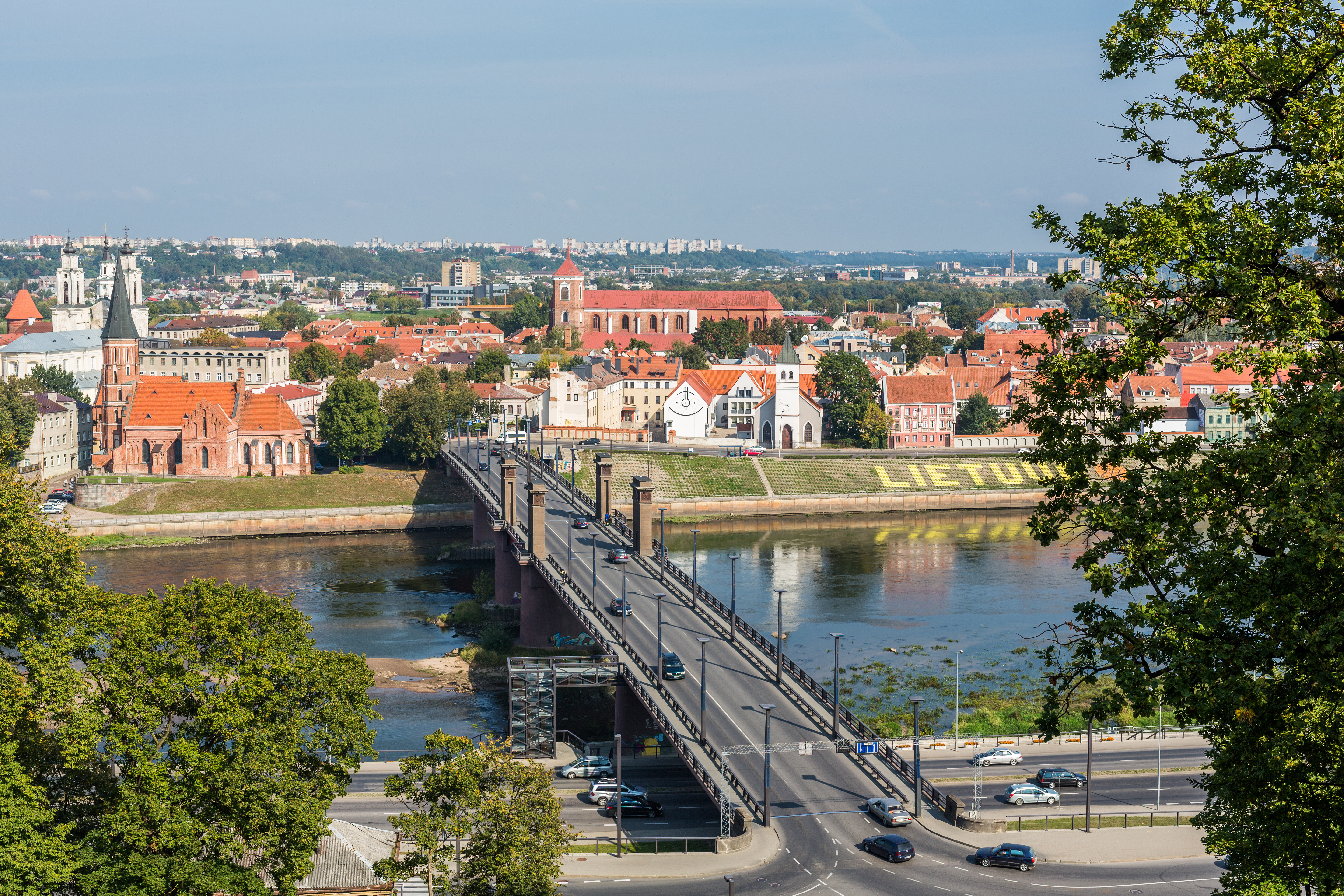
Sicht vom Hügel Aleksotas

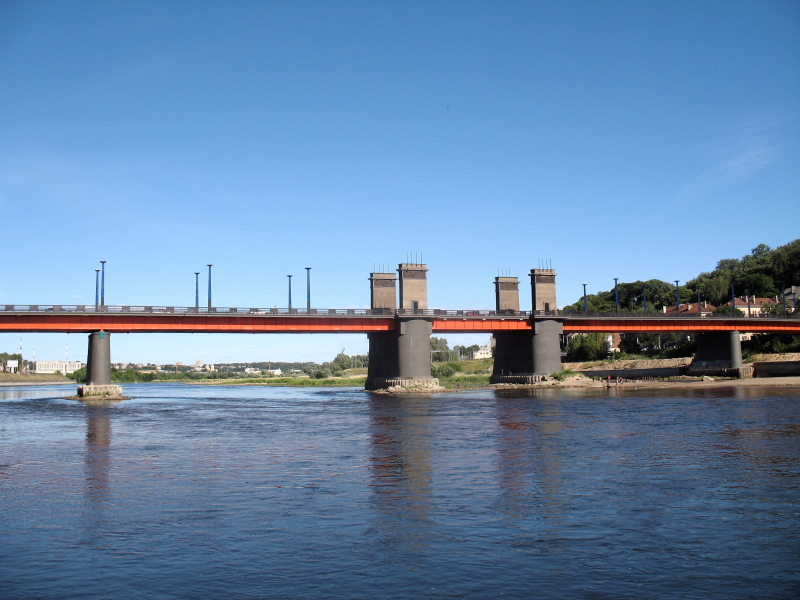
Aleksotas-Brücke

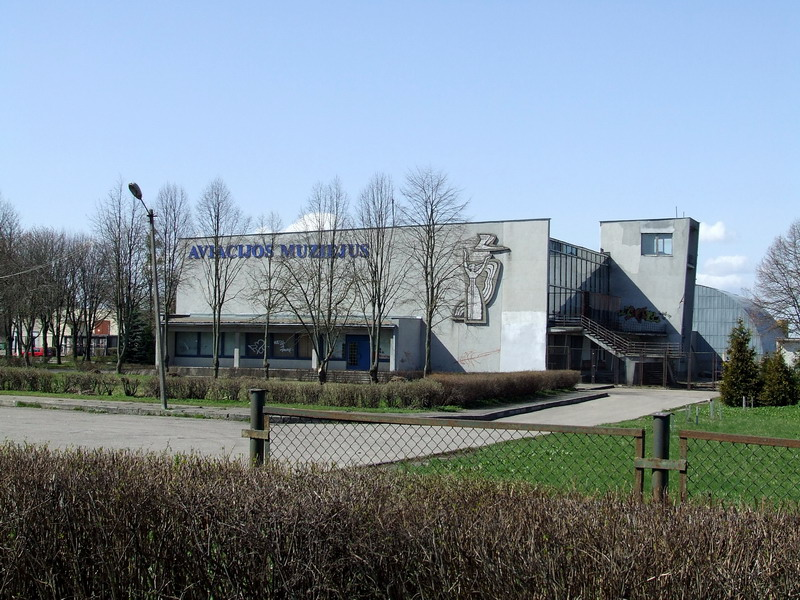
Litauisches Luftfahrtmuseum

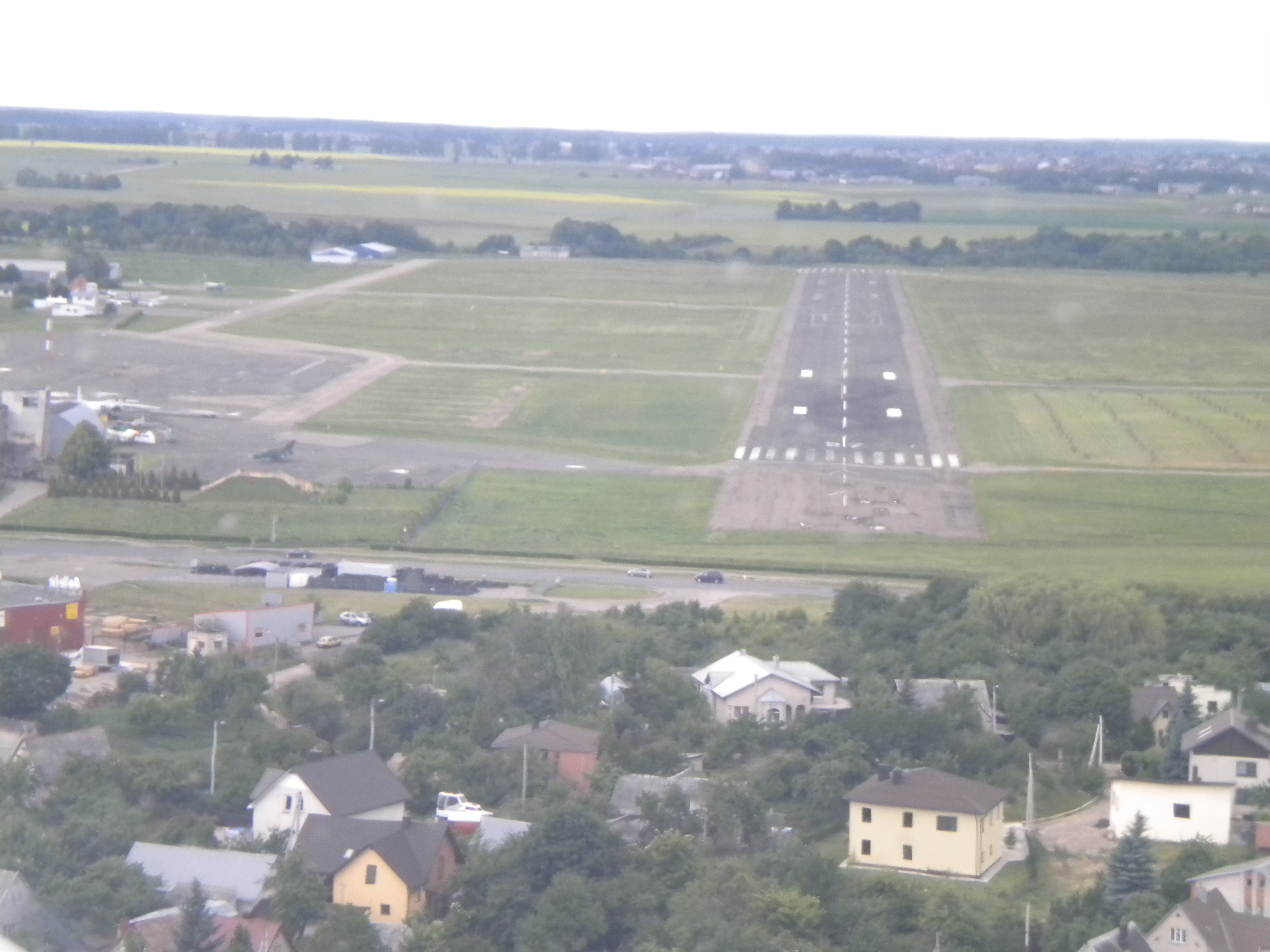
Flugplatz Aleksotas

Aleksotas (deutsch: Alexoten, älter auch: Ellixeten) ist ein Stadtteil im litauischen Kaunas, am linken Flussufer der Memel und Sitz des Amtsbezirks Aleksotas. Die Altstadt Kaunas ist über die Aleksotas-Brücke erreichbar. Im Westen von Aleksotas liegt Marvelė, südlich Julijanava, östlich Freda.

## Geschichte
Bis zum 16. Jahrhundert hieß die Siedlung Svirbygala, Svirbigala, Svirbigaila, Svirbiogala, ein Name, der vom Namen des linken Nebenflusses des Nemunas, Svirbė, abgeleitet ist. Bronius Kviklys weist darauf hin, dass Aleksotas seinen heutigen Namen im 16. Jahrhundert erhielt, als Kaunas zu einem Handelszentrum wurde und die Deutschen am linken Ufer des Nemunas Werften bauten, die "aleksotas" genannt wurden.
Die Aleksotas-Mühle wurde 1890 gebaut. 
Der Alte Friedhof Aleksotas sowie der 1,03 ha große Jüdische Friedhof wurden im 19. Jahrhundert errichtet.
In den 1990er Jahren wurde in Aleksotas die neue St.-Kasimir-Kirche errichtet, die einen Holzbau von 1921 ersetzte.
Im Jahr 1923 gab es 4.154 Einwohner in Aleksotas innerhalb der Stadtgrenzen von Kaunas. Am 5. Dezember 1935 wurde die Aleksotas-Seilbahn  Aleksotas und 1940  eine Bibliothek eröffnet. Während des Zweiten Weltkriegs wurde in der Nähe des Flugplatzes Aleksotas ein Gefangenen-Lager eingerichtet. Nach dem Krieg wurden 9155 Kriegsgefangene aus diesem Lager in 19 Gräbern in der Nähe der Aleksotas-Brücke gefunden.

## Objekte
Auf dem Gebiet des Stadtteils befinden sich das S. Darius ir S. Girėnas Aerodrome, Botanischer Garten der Vytautas-Magnus-Universität, der Wissenschafts- und Technologiepark „Technopolis“ und die Glasfabrik UAB „Kauno stiklas“. Zu den Kultureinrichtungen zählen das Kulturzentrum Aleksotas und das Litauische Luftfahrtmuseum (lit. Lietuvos aviacijos muziejus). Man plant ein Fußball- und Rugby-Stadion zu bauen.

## Persönlichkeiten
- Oskar Minkowski (1858–1931), deutscher Mediziner
- Hermann Minkowski (1864–1909), deutscher Mathematiker und Physiker
- Laimutė Vaidelienė (* 1966), litauische Gesundheitspolitikerin, Vizeministerin